# Ян Ходоровський
Ян Ходоровський (2 листопада 1918, Костеїв Львівський повіт Львівського воєводства Польської Республіки — 25 липня 2007, Варшава, Польща) — польський вчений-матеріалознавець, який отримав звання Праведника народів світу. Він сприяв порятунку 26 львівських євреїв під час Голокосту.

## Біографія

### Походження та ранні роки
Ян Ходоровський походив з польської сім'ї з села Костеїв, поблизу Жовкви. Його батько був учасником Першої світової війни, разом з односельчанином-євреєм Якубом Сехером пережив бої в Карпатах 1914-1915, російський полон у Середній Азії та шлях додому через охоплені революційними подіями землі Російської імперії. Їх родини підтримували дружні стосунки аж до 1942 року, коли Сехерів вивезли й, імовірно, знищили в концтаборі Белжець.
Вчився спершу у Жовквівській гімназії, а з 1934 року в ІХ Львівській гімназії ім. Яна Кохановського (нині Художній ліцей). В 1937-1941 Ян навчався у Львівській Політехніці на механічному факультеті. В студентські роки брав участь у діяльності лівацьких молодіжних угруповань, що протидіяли дискримінаційним практикам в освіті та побуті Другої Речі Посполитої, спрямованим, передусім на євреїв. З початком Другої світової війни в 1939 році продовжував навчання в Політехніці.

### Діяльність в окупованій німцями Україні
Після вторгнення нацистської Німеччини в 1941 році, становище для Яна стало небезпечним через його студентський активізм. Він пережив арешт у рідному Костеєві, деякий час переховувався в друзів у Львові, в тому числі у нареченої Зофії Подольчак. З початку німецької окупації батьки Зофії — Міхал та Марія Подольчаки надавали притулок львівським євреям, у тому числі, втікачам із Янівського концтабору. За свідченнями врятованих, подружжя не вимагало з них плати та власним коштом забезпечували утримання кількох осіб.
Ян Ходоровський взимку 1941 завдяки технічній освіті та доброму знанню німецької зміг влаштуватися у приватну будівельну фірму Gebrüder Zeitner, в якій, крім іншого, займався підбором персоналу, зокрема, і для недавно відкритого компанією виробництва в окупованому Дніпрі. 
Ян Ходоровський разом з Яном Осташевським та учасником польського підпілля Казиміром Банею зміг налагодити схему вивезення євреїв під виглядом найнятих Gebrüder Zeitner працівників фабрики в Дніпрі. Робоча команда, в якій з сорока двох осіб двадцять шестеро були євреями, залишили Львів у червні-липні 1942 року. Крім того, що незнайоме місто саме по собі було безпечнішим, усі вони отримали роботу та підробні документи, що "засвідчували" їх неєврейське походження. Всі вони благополучно дочекалися приходу радянських військ восени 1943 року. За свідченнями, зібраними Яд Вашем, Ян ризикував своїм життям, керуючись виключно альтруїстичними мотивами.
Під час роботи в центральній Україні Ян Ходоровський підтримував контакти з польським підпіллям, через що був заарештований німецькою військовою розвідкою, потрапив у в'язницю в Дніпрі і потім Миколаєві, але зміг втекти в березні 1944 року в хаосі, спричиненому наближенням лінії фронту.

### Післявоєнна доба
Після війни Ян і Зофія Ходоровські, як і ще понад сто тисяч львів'ян — поляків і євреїв, — були переселені до Польщі. Ян продовжив освіту в галузі матеріалознавства в Силезькій політехніці. 1964 року отримав звання професора, очолював технічні та наукові установи, зокрема, Інститут точної механіки, Інститут Авіації. За даними Яд Вашем, у післявоєнні роки родини врятованих євреїв підтримували дружні стосунки з Ходоровськими з частими взаємними візитами.

### Останні роки життя
Ян Ходоровський закінчив кар'єру на посаді професора Варшавської Політехніки.
Помер 25 липня 2007 року. Похований на цвинтарі Військові Повонзки у Варшаві разом з дружиною (Зофія померла у 2011 році). 

## Вшанування Яна Ходоровського
1993 року він, його дружина Зофія, і посмертно Міхал та Марія Подольчаки отримали звання Праведників народів світу.
У 2019 році на честь Яна Ходоровського названа вулиця в місті Дніпро. В ініціативі перейменування ключову роль відігравав Український інститут вивчення Голокосту "Ткума" та Музей "Пам'ять єврейського народу та Голокост в Україні".
Яну Ходоровському присвячений епізод документального фільму Праведники, створеного 2019 року. 

## Праці
- „Materiałoznawstwo lotnicze” (Oficyna Wydawnicza Politechniki Warszawskiej 1996 [wydanie czwarte], ISBN 83-86569-49-2) wspólnie z Andrzejem Ciszewskim i Tadeuszem Radomskim